# José Eusebio Caro
José Eusebio Caro Ibáñez (Ocaña, 5 de marzo de 1817-Santa Marta, 28 de enero de 1853) fue un filósofo, poeta y escritor colombiano de la generación posterior a la independencia. También fue ideólogo y fundador del Partido Conservador Colombiano, junto con Mariano Ospina Rodríguez.

## Biografía
Nace en 1817, uno de los hijos de Antonio José Caro y Nicolasa Ibañez Arias en Ocaña, Norte de Santander. En 1819, Antonio José Caro regresa de Ocaña a Santafé de Bogotá con su familia, y al poco tiempo este es nombrado para varios cargos importantes, hasta que es comisionado a Londres por el General Santander para imprimir las leyes expedidas en el Congreso de Cúcuta en 1821. Mientras su padre estaba en Londres, el niño José Eusebio prácticamente vivía con su abuelo Francisco Javier, quien fue su primer maestro, hasta que murió en 1826. 
Luego de este duro golpe para Caro, su padre vuelve de Londres en 1827 con ceguera total. José Eusebio Caro decide acompañar a su padre permanentemente como su lazarillo; lo cual le permitió a su padre introducirlo en la lectura de los clásicos literarios y en el francés hasta 1830, año en que muere el padre y Caro escribe su celebre poema El huérfano sobre el cadáver. 
Ese mismo año, entra al colegio de José María Triana hasta el año 1834. Este periodo de formación es muy importante para José Eusebio Caro, porque es el momento en el que conoce al doctor Arangil, filósofo jacobino francés exiliado en la Nueva Granada, como lo confirma su hijo Miguel Antonio Caro en el prólogo de "Obras escogidas". Bajo la tutela del "sinuoso" Arangil y gracias a su dominio del francés: "el joven Caro traduce los artículos que en su lengua materna escribe el mefistofélico Doctor Arangil; allí, en ese misterioso gabinete, cual un Fausto que vendiera su alma joven a un diablo viejo, cambia Caro normas eternas e imperecederas de moral y de filosofía cristianas por novísimas teorías importadas al país con deliberados propósitos ideológicos".
Este personaje "lo adiestra en la dialéctica del utilitarismo de Bentham; con él lee y comenta las obras de Rousseau, de Voltaire, del Barón de Holbach, del Conde de Volney, autores predilectos a la sazón de la juventud granadina" Además, "con el excéntrico personaje francés, se inicia Caro en las lides periodísticas, donde al correr del tiempo librará las más vehementes y valerosas campañas en defensa de los principios de justicia, y de libertad dentro del orden"
En 1834, a sus 17 años, se gradúa del colegio y entra a la Universidad Central de Cundinamarca, donde se gradúa de bachiller en Jurisprudencia, el 16 de agosto de 1837; tiempo en el que según el propio José Eusebio Caro (hablando en tercera persona): “durante los tres años de Filosofía, estudió Ideología por Destutt de Tracy; (…) Supongo que acabada la Filosofía estudió Jurisprudencia: entonces por la vez primera estudió alguna doctrina moral, y para ello le enseñaron el utilitarismo de Bentham”.
Su hijo Miguel Antonio Caro también comenta al respecto: "Hizo en esta [se refiera a los estudios de filosofía] tan rápidos progresos que llegó a sostener (1835) en singular certamen y en lengua francesa, las materias correspondientes a los tres años del curso. (…) A fin del año [1836 JEC] presentó examen de Legislación, ciencia que enseñaba don Ezequiel Rojas; abriéndose el acto con un discurso compuesto y pronunciado por Caro, en el cual defendía enérgicamente el sistema egoísta de Bentham llamado utilidad. (…) En el 37 presentó examen de Derecho Civil patrio, pronunciado otro discurso no menos aplaudido que el anterior. Por aprobación unánime obtuvo el grado de Bachiller; mas nunca quiso ejercer la profesión".
Continúa Miguel Antonio Caro: "terminados sus estudios universitarios se consagró a la filosofía y a la literatura, desempeñando al mismo tiempo un empleo subalterno en el ramo de Hacienda. (…) Por aquel tiempo vivía solo en Bogotá (…). Una librería puesta a su disposición por un amigo [¿Arangis?], le proporcionó el amargo placer de leerse lo más malo que ha salido de las prensas francesas: las obras de Voltaire y muchas de los enciclopedistas (…) [Sin embargo,] no desdeñaba las obras de filosofía católica; bien al contrario, meditó las de Senac, Gerbet, Bonald y De Maistre; posteriormente leyó a Balmes, y como buscaba la verdad de buena, volvió a sus antiguas creencias".
Por el año 1840 la oposición al gobierno de José Ignacio de Márquez estalla en un intento de revolución liderado por José María Obando denominado la Guerra de los Supremos. José Eusebio Caro se alistó en defensa del gobierno, bajo el mando del entonces general Pedro Alcántara Herrán, de quien fue asistente en procesos acompañandolo en la ciudad de Ocaña desde el 6 de enero, participó como apoyo en la terminación y diálogo para dar término a dicha guerra, acuerdo que se  firmó el 8 de septiembre de 1841 en la ciudad de Ocaña.
José Eusebio Caro pudo empezar su carrera política en el año 1832; sin embargo, al ser menor de edad, decide rechazar el nombramiento. Durante la administración de Pedro Alcántara Herrán Caro se desempeña en varios cargos políticos, como por ejemplo, Representante al Congreso y jefe de la sección de relaciones exteriores y estadística nacional en la secretaría de Estado; cargo en el que revolucionó la Contaduría pública. Adicionalmente, durante la primera administración de Tomás Cipriano de Mosquera fue nombrado Director del Crédito nacional y Secretario de Hacienda.

### Fundación del conservatismo

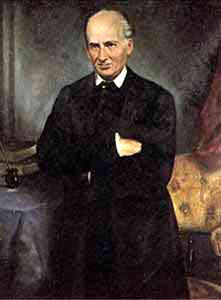
Ospina Rodríguez en 1850.

En 1849, redactó con Mariano Ospina Rodríguez la primera declaración del Partido Conservador y publicó el semanario La Civilización, que se caracterizó por la oposición al gobierno de José Hilario López y por varios artículos de filosofía política y uno de metafísica. Entre los artículos de oposición a López, los más destacables son "La polémica de los rojos" y "El 7 de marzo de 1849"; ambos están recopiladosa en los Escritos histórico-políticos de José Eusebio Caro.

### Exilio a Nueva York
En esa tensión partidista, López nombra a un tal Camilo Rodríguez como jefe de la policía de Bogotá; y dos miembros de la “Sociedad Popular”, respuesta conservadora a la Sociedad Democrática, uno de apellido Cárdenas y otro de apellido Mallo, escriben varios artículos de prensa denunciado actos ilegales por parte de Rodríguez; en respuesta a las acusaciones, este último decide demandarlos a su vez por calumnia. Cárdenas y Mallo nombran a Caro como su defensor para el juicio, cuya primera instancia se vio retrasada por los alborotos relacionados con el sorteo de los jurados.
Ante esto Caro le solicita al Gobernador que se le garantice la seguridad a sus defendidos y que se vigile a los alborotadores, petición que fue negada y que Rodríguez usó para exigir prisión para el defensor Cuenta José María Samper en su autobiografía Historia de un alma: "Al reunirse el segundo jurado, el debate fue vehemente y borrascoso, y hubo en las barras violentas escenas verdaderamente multitudinarias. Al cabo, el jurado condenó a Cárdenas como calumniador; bien que luego quedó este libre de pena, y se alegó por la oposición que la barra liberal había hecho coacción al jurado."
Entre estos que denunciaron coacción se encontraba Caro; quién además afirmó en La Civilización que uno de los alborotadores era José María Samper, junto a sus estudiantes de Derecho Penal. Al leer dicho artículo titulado "El 7 de marzo de 1849", Samper le envía una Carta a Caro exigiendo que rectifique sus acusaciones, porque él no había estado cerca el día del juicio; a lo que Caro respondió con varios testimonios que sostenían la acusación. Sin embargo, Samper afirma que nunca exigió sanciones para JEC dado que este "era un hombre característicamente honrado e incapaz de mentir y calumniar a sabiendas; por lo que, evidentemente (…) había sido mal informado. Pero la acusación, por infundada que fuese, era (…) un delito deshonroso y que tenía señalada pena corporal e infamante"
 

Sin embargo, Caro se niega a comentar o a retractarse, por lo que Samper decide adelantar una reparación judicial para comprobar la evidencia, al tiempo que un tal Joaquín Pablo Posada presentaba otra denuncia contra Caro, Cuenta Samper que ambas denuncias fueron a Juicio, aunque Caro no se dejó notificar los veredictos y se ocultó sin duda pensando que se trataba de una persecución política; motivo por el que Samper le envía otra carta a través de José María Torres Caicedo, amigo de colegio de este y opositor conservador, para que Caro se retracte y él pueda desistir de su queja. Termina Samper, concluyendo que este proceso le hizo creer a JEC que había una persecución sistemática en su contra. 

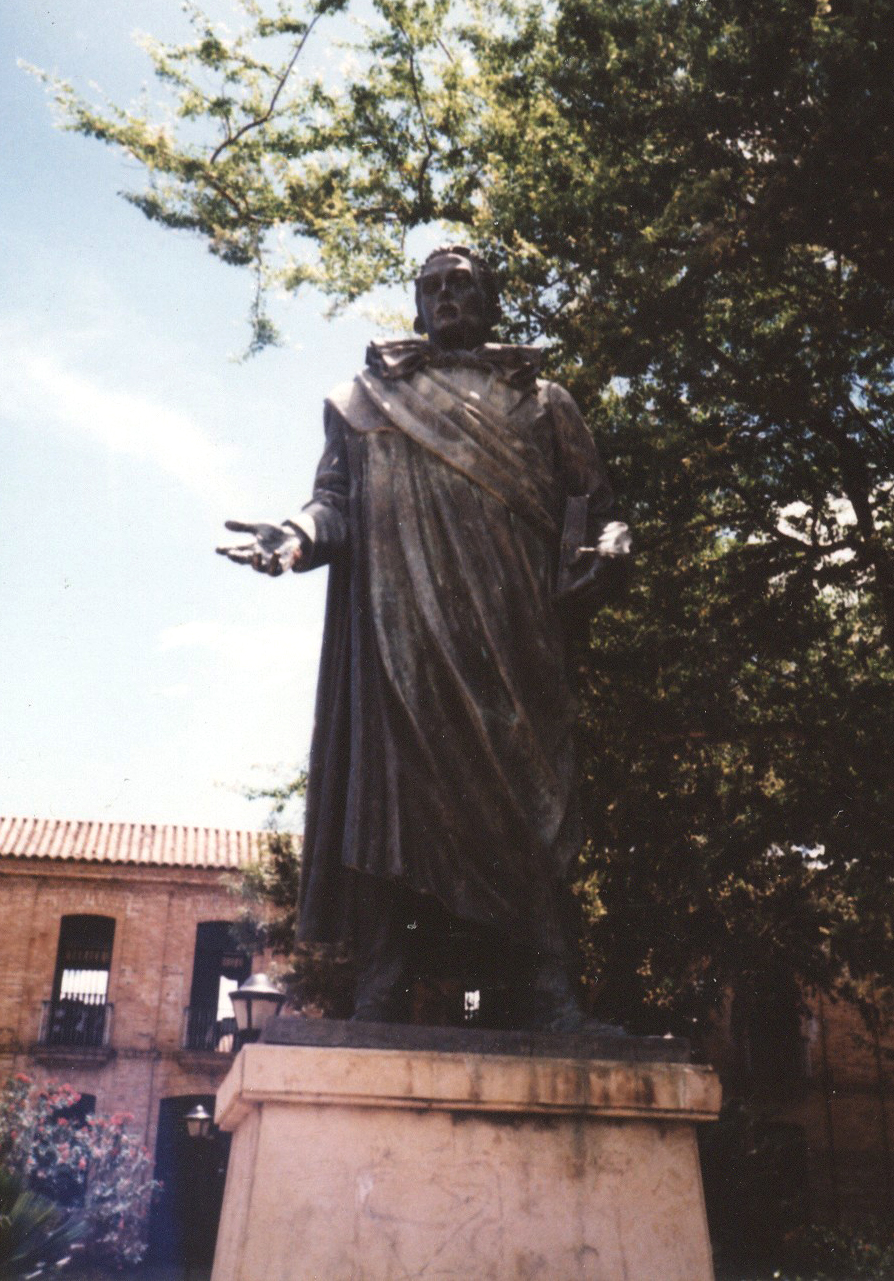
Monumento a Caro.

En efecto según Cordovez Moure, Caro "colocado en la alternativa de afrontar un juicio del cual conocerían jueces apasionados e irresponsables, cuyo fallo le habría sido adverso, según toda probabilidad, o emprender el camino del destierro, optó por lo último y salió del país a mediados de 1850".Sea cual sea la verdad del asunto, Caro parte de Bogotá hacia el exilio en Nueva York a mediados de 1850 con ayuda de sus familiares y amigos como el "señor O'Leary", delegado de Gran Bretaña en la Nueva Granada.
Después de un largo viaje, Caro llega a Nueva York el 13 de agosto de 1850, donde vivió hasta 1852. En este periodo de exilio, interrumpido por algunos viajes en falso de regreso a su patria por la grave situación política de la Nueva Granada, Caro dirigió un colegio y dictó clases en varias materias, como francés, inglés, latín, antropología, ciencias naturales, entre otras. Aunado a esto, José Eusebio Caro, por un lado, redacta un tratado sobre contabilidad pública y privada, el cual todavía sigue inédito como manuscrito; y por el otro lado, empieza a escribir su obra filosófica máxima bajo el título "Meditaciones sobre la ciencia del bien y del mal, o exposición de las leyes naturales en virtud de las cuales el bien absoluto se va desarrollando en el mundo y en la historia en medio del conflicto de los intereses relativos". 
Esta última se encuentra en la recopilación de manuscritos que hizo Simón Aljure Chalela en 1953 con ocasión del centenario de José Eusebio Caro, bajo el título de Escritos filosóficos. El objetivo de la obra, en palabras de José Eusebio Caro es "demostrar cuál es el Estado definitivo a que va encaminado la Especie humana, y cuáles son los medios que deben emplearse para apresurar su advenimiento". También escribió unos manuscritos bajo el título "Pensamientos sobre la sociedad", que actualmente se encuentran en el archivo del Instituto Caro y Cuervo en la sede Yerbabuena.

### Retorno y muerte
En diciembre del año 1852 José Eusebio Caro decide embarcarse definitivamente a la Nueva Granada, luego de un mes de enfermedad, la muerte de su suegro Clímaco y de su tía Mariquita, y la pesadumbre que le causaba estar tanto tiempo lejos de las "dulzuras del hogar y la paternidad". En su viaje le tocó pasar Navidad y año nuevo en la isla de San Tomás, hasta que por fin llega a Santa Marta el 13 de enero de 1853. Allá pensaba estar hasta el 12 de febrero para poderse devolver con tranquilidad a Bogotá, pues iría acompañado de "un rojo" (así le decía a los liberales) como Fernando Conde.
Sin embargo, los 15 días que estuvo en Santa Marta fueron letales porque en estos muere de fiebre amarilla. Así es que muere José Eusebio Caro el 28 de enero de 1853.

## Vida privada

### Familia
El 3 de febrero de 1843 contrajo matrimonio en Bogotá con Blasina Tobar Pinzón, unión que trajo al mundo al humanista y estadista Miguel Antonio Caro, presidente de Colombia en 1892, Eusebio Liborio Caro, y Margarita Caro Tobar, primera dama de la nación en el mandato del presidente Carlos Holguín Mallarino (1888-1892).

## Obra

### Obra filosófica
La obra filosófica de Caro se puede dividir, siguiendo a Jaime Jaramillo Uribe, en tres etapas intelectuales. Una primera de juventud marcada por el "romanticismo y utopismo" de los armonistas como Bastiat, y los economistas liberales clásicos; en este periodo se pueden destacar las obras Filosofía del cristianismo y Mecánica social. Una segunda de adultez temprana marcada por el positivismo y una postura más pragmática frente a la política, en particular sobre el papel del Estado; en este periodo se destacan varios artículos como su crítica al utilitarismo de Bentham, "El partido conservador y su nombre", "La cuestión moral" y "La libertad y la virtud". Una tercera de adultez media marcada por un pensamiento más metafísico y sintético de las obras que leyó en toda su vida; en este periodo se destacan los manuscritos Meditaciones sobre la ciencia del bien y del mal, Pensamientos sobre la sociedad y Contabilidad social.

### Obra literaria
Las poesías de Caro fueron recopiladas y publicadas en Irlanda, en 1857. En 1885, fueron reeditadas en Madrid, con lo cual comenzó a tener el alcance universal que merecía. Sin embargo, quizá el mayor tributo que se le ha hecho a este poeta, para la interpretación de su obra, fue el estudio Las poesías de José Eusebio Caro, que el Instituto Caro y Cuervo publicó en 1966.

## Homenajes
En honor a su nombre, en Ocaña, en la casa donde él nació y se crio se localiza un colegio que en 2011 cumplió 100 años de funcionamiento. Otro colegio, el más grande de Cúcuta se ubica en el centro de la ciudad, llevando el nombre completo de INEM José Eusebio Caro. En Barranquilla también se localiza una institución con el nombre de este gran personaje, la cual lleva 62 años de historia. En la ciudad de Popayán, también lleva su nombre el Colegio José Eusebio Caro, antes Normal de Varones José Eusebio Caro, con 70 años de historia.